# 吉田友利恵
吉田 友利恵（よしだ ゆりえ、1991年5月8日 - ）は、広島県出身のファッションモデル、ゲーム配信者。特技はバレーボール。ニュートラルマネジメント （NMT inc.）所属。

## 略歴
高校卒業後に、地元広島のモデル事務所に所属。
19歳のときに上京。
2020年5月1日、YouTubeのチャンネルを開設（#動画配信YouTubeを参照）。
2021年3月31日、ワンピースのセレクトショップ「liluk」を立ち上げ。
2021年10月14日、Twitchのチャンネルを開設（#動画配信Twitchを参照）。
2021年11月22日、吉本恒生（モデル、俳優）との結婚を報告。

## 人物
広島県廿日市市出身。

### 動物
2022年12月5日現在、愛猫4匹と暮らしている。
- いくら [4][5][6]

2018年4月9日(広島生まれ) サビ猫、おんなのこ。
本人のお寿司好きが高じたことに由来。
- そる [4][5][6]

2020年5月31日(広島生まれ) シャムトラ、おんなのこ。
子猫当時は真っ白だったため、韓国語の雪(ソル)に由来。
- うゆ

保護猫。韓国語のミルクに由来。
- ぴぬ

保護猫。韓国語の石鹸に由来。

### その他
好物はお寿司。

## 出演

### CM
- NOTTV
- P&G「パンテーン」
- イオン
- ABCマート
- 小林製薬「命の母ホワイト」(2016年)
- ローソン「ミニケーキ スペシャルをお試し篇」(2016年)
- 大戸屋「手作りだから野菜が生きている篇」(2017年)
- しまむら「Zubon’s(ズボンズ)楽ちんプルオンパンツ篇」(2017年)
- エーザイ「チョコラBB」[1]
- KIRIN「世界のKitchenから 麦のカフェ CEBADA」(2018年7月)
- 日本航空「シアトル開設準備室長 ランチ篇」(2019年1月)
- アース製薬「トイレのスッキーリ！ ニオイ退治 篇」(2019年9月)
- 中部電力ミライズ「カテエネ forAPプラン 篇」(2020年2月)
- カバヤ食品「ピュアラルグミ」(2020年4月)
- ライオン 「キレイキレイ 薬用泡ハンドソープ（ハンドコンディショニング 篇）」(2020年4月)
- 小野薬品工業「Only Ono 篇」(2021年4月)
- 日本メナード化粧品「薬用ビューネ（ビューにゃん登場篇）」(2022年6月)[7]

### 広告
- ドコモ中国（スチール）[1]
- 髙島屋（スチール）[1]
- 花王「キュレル リップケア バーム（唇に夜の集中保湿 篇）」webムービー(2021年8月)[8]

## 動画配信

### YouTube
2021年5月5日、「FFXIV」配信にて、サークル名を「しろねこ丼」と命名。
2021年7月5日、メンバーシップを開始。
2021年7月18日、メンバーシップを「吉田家(よしだけ)」と命名。
メンバーシップレベルを上げ、上位レベルになると「吉田邸（よしだてい）」となる。
2021年9月19日、自身初となる朝まで配信を実施。

### Twitch
2021年10月16日、チャンネル開設後の初配信を実施。